# Văn Xương đế quân

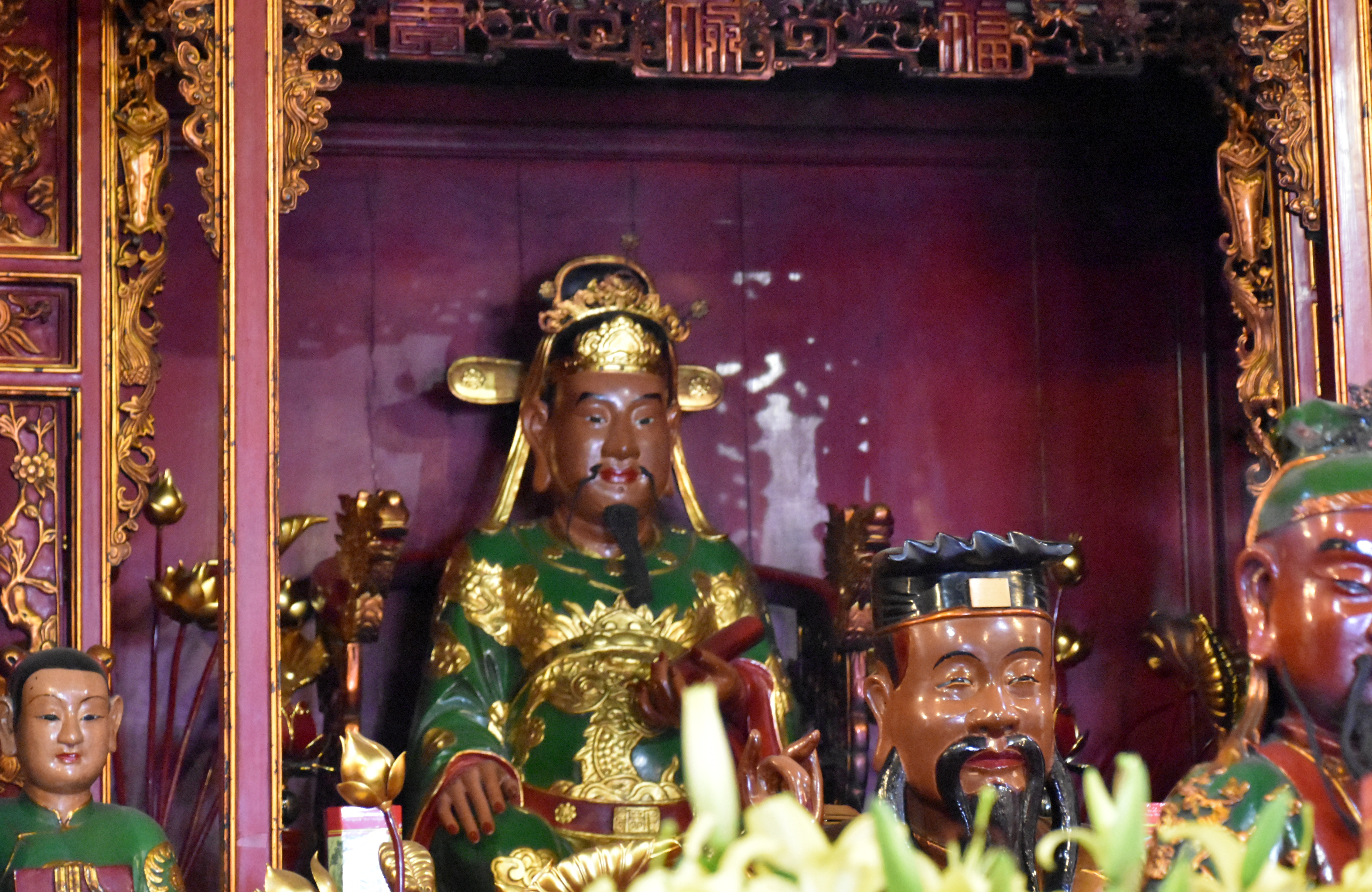
Tượng thần Văn Xương tại đền Ngọc Sơn

Văn Xương Đế Quân (文昌帝君) hay Văn Xương Tinh (文昌星) là vị thần được dân gian lẫn Đạo giáo tôn sùng là thần chủ quản công danh phúc lộc của sĩ nhân.